# Руччи, Ральф
Ральф Руччи (англ. Ralph Rucci; род. 31 июля 1957, Филадельфия, штат Пенсильвания, США) — американский дизайнер одежды. В 1994 году основал собственную компанию «Chado Ralph Rucci».

## Биография
Ральф Руччи родился 31 июля 1957 года в Филадельфии, штат Пенсильвания, Соединённые Штаты Америки в семье итальянских иммигрантов. Его отец был мясником. Имеет младшую сестру Розину, которая работает у него в ателье.

## Карьера
В 1974 году поступил на факультет философии филадельфийского Temple University. Окончил университет в 1978 году со степенью бакалавра и переехал жить в Нью-Йорк. Продолжал образование и блестяще окончил престижный Технологический институт моды в Нью-Йорке. Работал в различных модных домах, но основной профессиональный опыт приобрел в ателье легендарного нью-йоркского модельера Халстона (Halston). Тесно работал вместе с бывшим закройщиком модного дома Баленсиага. В 1994 году основал фирму «Chado Ralph Rucci», ставшей также названием его линии одежды. Слово «Chado» происходит от названия древней японской традиции приготовленя чая и церемонии чаепития. Среди своих источников вдохновения Руччи называет японский символизм, а также искусство американского абстрактного экспрессиониста Сая Твомбли, испанского кутюрье Баленсиаги, английского художника Фрэнсиса Бэкона, испанского художника Антони Тапиеса и американского кутюрье Джеймса Галаноса. Своей музой Руччи называет топ-модель Татьяну Сорокко.
В 1999 году Руччи впервые показал свою коллекцию во время «Нью-йоркской недели моды». В начале 2000-х годов он создал линию от кутюр, которую регулярно и успешно демонстрировал в Париже во время показов Высокой моды. Он стал вторым в истории и единственным американским модельером за последние шестьдесят лет, который был приглашен французской Палатой Высокой моды (Chambre Syndicale de la Haute Couture) показать свою коллекцию от кутюр в Париже. Обе линии «Ralph Rucci» отличаются высоким качеством тканей, скульптурностью и сложностью кроя и дорогими аппликациями. Дизайн одежды для всех коллекций создан самим Руччи, а не группой модельеров-стилистов, работающих на его фирму, как это часто практикуется известными домами мод. В отличие от большинства американской дизайнерской одежды, линия «Chado Ralph Rucci» производится исключительно в США. Ральф Руччи не имеет самостоятельного бутика, и его одежда, одна из самых дорогих в мире, продается в эксклюзивных универмагах, таких как Neiman Marcus и Bergdorf Goodman в США, а также ЦУМе в Москве.
Ральф Руччи также художник-экспрессионист, и его каритины выставляются в известных галереях современного искусства. В своих работах он часто использует элементы коллажа. Одежда Руччи находится в престижных частных и музейных коллекциях, таких как The Metropolitan Museum of Art в Нью-Йорке, Victoria & Albert Museum в Лондоне и др.
Среди американских знаменитостей, которые носят одежду Руччи, западная модная пресса отмечает Марту Стюарт, Дебру Мессинг, Гвинет Пэлтроу, Татьяну Сорокко, Принцессу Ли Радзивилл (сестру Жаклин Кеннеди), Пэтти Смит, Рэйчел Гриффитс и Вупи Гольдберг.

## Выставки в музеях
- В 2005 году ретроспективная выставка прошла в музее Кентского государственного университета в г. Кент, штат Огайо (The Kent State University Museum).[13]
- В 2007 году ретроспективная экспозиция с успехом прошла в музее при нью-йоркском Технологическим институтом моды (The Museum at the Fashion Institute of Technology).[14] По случаю выставки в США была выпущена иллюстрированная книга «Ральф Руччи: искусство невесомости» («Ralph Rucci: The Art of Weightlessness»).[15]
- В 2008 году выставка Руччи состоялась в Музее искусства г. Финикса, штат Аризона.[16][17]

## Награды
- В 2006 году Ральф Руччи стал лауреатом ежегодной премии «Fashion Icon Award», вручаемой нью-йоркской школой дизайна, Технологическим институтом моды (Fashion Institute of Technology).[18]
- В 2008 году Ральф Руччи стал лауреатом ежегодной премии «Fashion Design Award», вручаемой нью-йоркским Национальным музеем Купер-Хьюитт (Cooper-Hewitt National Design Museum).[19]
- В 2008 году Ральфу Руччи была присвоена почетная докторская степень Институтом моды Academy of Art University в Сан-Франциско.[20]
- В 2009 году Ральф Руччи стал лауреатом ежегодной премии « Artistry of Fashion Award», вручаемой нью-йоркской школой дизайна, Институтом Пратта (Pratt Institute).[21]